# تشابي راباسيدا
تشابي راباسيدا (بالإسبانية: Xavi Rabaseda)‏ مواليد 24 فبراير 1989، هو لاعب كرة سلة إسباني بدأ مسيرته الاحترافية في سنة 2007 يلعب في ليغا أيه سي بي ويحمل الرقم 22. يبلغ طوله 6 قدم 6 بوصة (2.0 م).

## فرق لعب لها
- نادي برشلونة لكرة السلة
- سي بي إستوديانتس

## روابط خارجية
- تشابي راباسيدا على موقع الاتحاد الدولي لكرة السلة (الإنجليزية)
- تشابي راباسيدا على موقع الدوري الأوروبي لكرة السلة (الإنجليزية)
- تشابي راباسيدا على موقع الدوري الإسباني لكرة السلة (الإسبانية)
- تشابي راباسيدا على موقع كرة السلة الأوروبية.كوم (الإنجليزية)
- تشابي راباسيدا على موقع DraftExpress.com (الإنجليزية)
- تشابي راباسيدا على موقع ريلجم (الإنجليزية)
- تشابي راباسيدا على موقع بروبوليرز (الإنجليزية)
- تشابي راباسيدا على موقع سبورتس رفرنس (الإنجليزية)